# Provincia Antártica Chilena
Antártica Chilena (Provincia de Antártica Chilena) este o provincie din regiunea Magallanes și Antarctica Chiliană, Chile.